# Abbott Laboratories

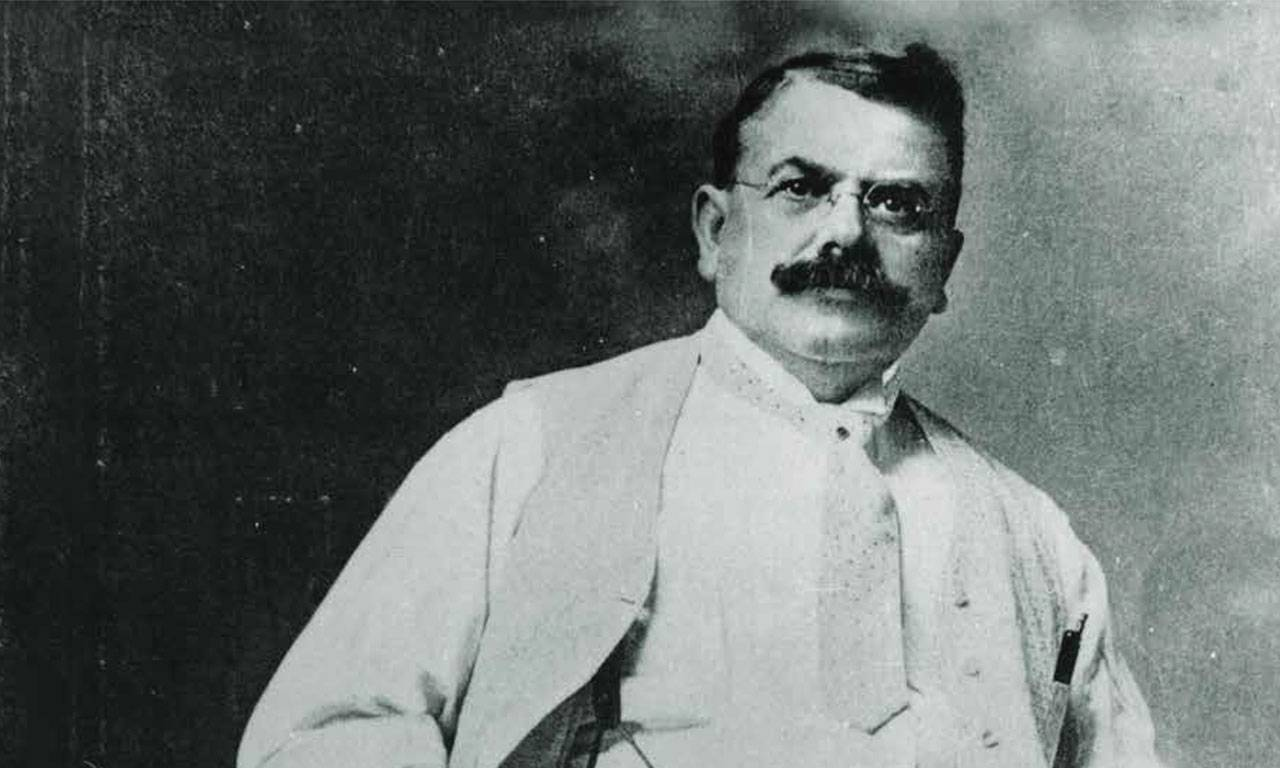
Dr. Wallace C. Abbott

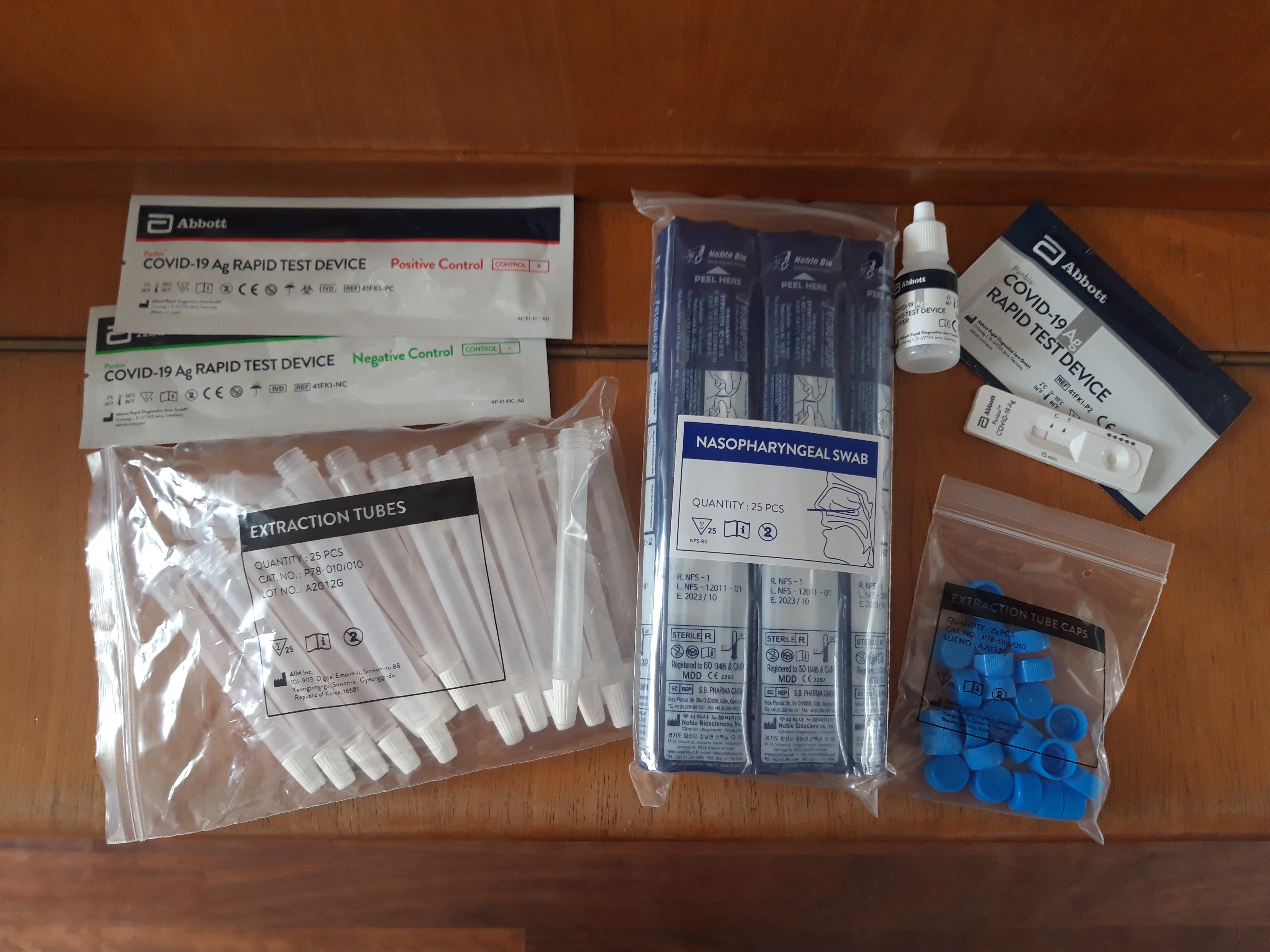
SARS-CoV-2 antigeentest materialen van Abbott

 Abbott Laboratories (oprichtingsnaam: Abbott Alkaloid Company) is een wereldwijd opererend en beursgenoteerd farmaceutisch bedrijf. De kernactiviteit is het vervaardigen en ontwikkelen van voedingsproducten, diagnostische apparatuur en medische hulpmiddelen.

## Activiteiten
Abbott is een farmaceutisch bedrijf actief in meer dan 160 landen. De activiteiten zijn verdeeld in vier groepen: geneesmiddelen, voeding, diagnostiek en medisch hulpmiddelen. De laatste twee groepen zijn veruit de grootste gemeten naar de omzet. In 2024 werd van de totale omzet iets meer dan 60% buiten de Verenigde Staten gerealiseerd. De opvallend hoge nettowinst in 2024 was mede een gevolg van een grote belastingmeevaller ter waarde van US$ 7,5 miljard.
| Jaar | Omzet           | Netto- resultaat | R&D (in % omzet) | Werk- nemers |
| Jaar | (× US$ miljoen) | (× US$ miljoen)  | R&D (in % omzet) | Werk- nemers |
| ---- | --------------- | ---------------- | ---------------- | ------------ |
| 2005 | 22.338          | 3372             |                  |              |
| 2006 | 22.476          | 1717             |                  |              |
| 2007 | 25.914          | 3606             |                  |              |
| 2008 | 29.528          | 4881             |                  |              |
| 2009 | 30.765          | 5746             |                  |              |
| 2010 | 35.167          | 4626             |                  |              |
| 2011 | 21.407          | 4728             |                  |              |
| 2012 | 19.050          | 5963             |                  |              |
| 2013 | 19.657          | 2576             |                  | 69.000       |
| 2014 | 20.247          | 2284             |                  | 77.000       |
| 2015 | 20.405          | 4423             |                  | 74.000       |
| 2016 | 20.998          | 1400             | 6,9%             | 75.000       |
| 2017 | 27.390          | 477              | 8,3%             | 99.000       |
| 2018 | 30.578          | 2368             | 7,5%             | 103.000      |
| 2019 | 31.904          | 3687             | 7,6%             | 107.000      |
| 2020 | 34.608          | 4495             | 7,0%             | 109.000      |
| 2021 | 43.075          | 7071             | 6,4%             | 113.000      |
| 2022 | 43.653          | 6933             | 6,6%             | 113.000      |
| 2023 | 40.109          | 5723             | 6,8%             | 114.000      |
| 2024 | 41.950          | 13.402           | 6,8%             | 114.000      |

## Geschiedenis
Het bedrijf is in 1888 opgericht door Wallace C. Abbott (1857-1921) en heeft zijn hoofdkantoor in Lake Bluff, Illinois. Wallace Abbott was een praktiserend arts en eigenaar van een drogisterij. De bedrijfsnaam was aanvankelijk Abbott Alkaloidal Company. In 1907 werd de eerste buitenlandse vestiging geopend, in Londen.
In 2001 werd Knoll overgenomen. BASF verkocht de farmaceutische divisie voor US$ 6,9 miljard. Knoll telde toen 11.000 werknemers en behaalde een jaaromzet van twee miljard dollar. In februari 2010 volgde de overname van de farmaceutische divisie van Solvay. De overnamesom was € 5,2 miljard en Abbott breidde hiermee haar assortiment uit en kreeg en een grotere aanwezigheid op opkomende markten. De Solvay divisie behaalde een omzet van drie miljard dollar op jaarbasis.
Abbott werd op 1 januari 2013 opgesplitst in twee onafhankelijke bedrijven, Abbott en AbbVie. Abbott bleef actief op gebieden zoals diagnostiek, medische technologie, voeding en merkgeneesmiddelen. AbbVie is een biofarmaceutisch bedrijf dat zich richt op gebieden als immunologie, oncologie en virologie.
Eind april 2016 maakte Abbott Laboratories de overnameplannen bekend van St. Jude Medical, Abbott bood US$ 25 miljard voor alle aandelen. St. Jude Medical behaalde een omzet van ruim vijf miljard dollar in 2015 met 18.000 werknemers. Abbott voegde hiermee een activiteit voor chronische pijnbestrijding toe en verbrede het aanbod van cardiovasculaire apparatuur. In januari 2017 werd deze overname afgerond.
In 2020 bracht Abbott een testkit op de markt als antigeen-sneltest om een besmetting met het coronavirus vast te kunnen stellen.

## Vestigingen in Benelux
In België heeft Abbott vestigingen in Waver, Diegem en Brussel en in Nederland in Breda, Heerlen, Hoofddorp, Olst, Veenendaal, Weesp en Zwolle.
In 2010 werden de Nederlandse vestigingen van Solvay Pharmaceuticals overgenomen. Als gevolg daarvan werd de gehele onderzoeksafdeling te Weesp gesloten, wat 510 ontslagen tot gevolg had. Bij deze afdeling werden vaccins ontwikkeld. Over bleef een productie-afdeling in Weesp en de vestiging Olst, met in totaal 630 arbeidsplaatsen.
- Gemeinsame Normdatei: 16316110-0
- International Standard Name Identifier: 0000 0004 0366 7505
- Library of Congress Control Number: n50057199
- Nationale Bibliotheek van Tsjechië: xx0064741
- Nationale Bibliotheek van Israël: 987007270496005171
- Virtual International Authority File: 143570986